# 2 декабря
2 декабря — 336-й день года (337-й в високосные годы) по григорианскому календарю.
До конца года остаётся 29 дней.
До 15 октября 1582 года — 2 декабря по юлианскому календарю, с 15 октября 1582 года — 2 декабря по григорианскому календарю.
В XX и XXI веках соответствует 19 ноября по юлианскому календарю.

## Праздники и памятные дни

### Международные
- ООН — Международный день борьбы за отмену рабства.
- Международный день модельной железной дороги (International Model Railroading Day).

### Национальные
- ОАЭ — День независимости (с 1971 года).

### Профессиональные
- Куба — День Революционных вооружённых сил.
- Россия — День банковского работника.

### Религиозные
Католицизм

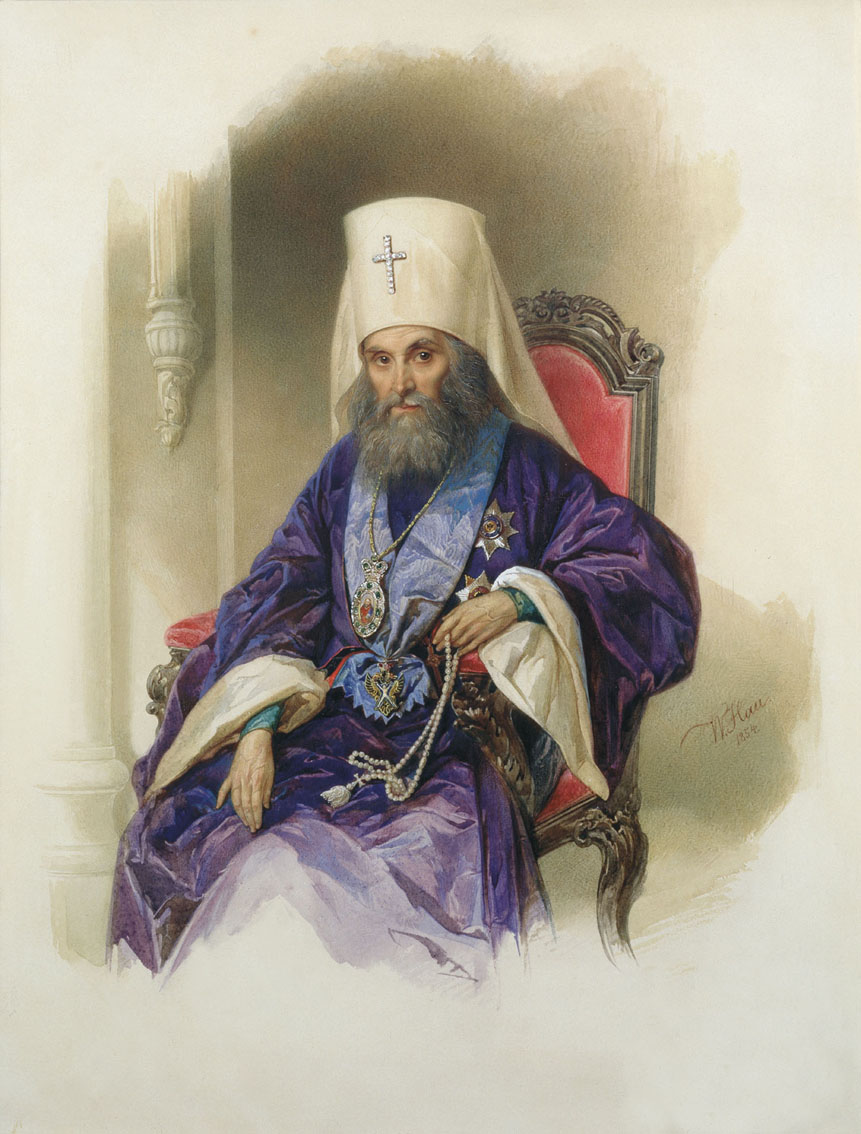
Филарет, митрополит Московский

- Память святого Эвазия, епископа Брешии;
- память святого Лупа (Луперия), епископа Вероны;
- память мучеников Евсевия, пресвитера; Маркелла, диакона; Ипполита, Максима, Адрии, Павлины, Неона, Марии Мартаны и Аврелии (254-259 годы);
- память мученика Понциана и его четырёх сотоварищей (около 259 года);
- память святого Авициана, епископа Руанского (325 год);
- память святой мученицы Бибианы (около 363 года);
- память святого Хроматия, епископа Аквилейского (около 406 года);
- память мучеников Африканских Севера, Секура, Януария (Иануария) и Викторина (около 450 года);
- память святого Сильвана, епископа Троадского (около 450 года);
- память святого Нонна, епископа Эдесского (471 год);
- память святого Сильверия, Папы Римского (537 год);
- память святого Одерисия де Марси (1105 год);
- память блаженного Роберта Матальянского (1185 год);
- память блаженного Яна ван Рёйсбрука (1381 год);
- память блаженного Хона Амеро (1566 год);
- память блаженной Марии Анхелы Асторч (1665 год);
- память блаженного Рафала (Мельхора) Хылиньского (1741 год);
- память блаженного мученика Франсиско дель Валье Вильяра (1936 год);
- память блаженного Ивана (Слезюка) (1973 год).

 Православие
- Память пророка Авдия (из 12-ти) (IX век до н. э.);
- память мученика Илиодора (около 273 года)Память святого мученика Илиодора // Жития святых на русском языке, изложенные по руководству Четьих-Миней свт. Димитрия Ростовского : 12 кн., 2 кн. доп. — М.: Моск. Синод. тип., 1903—1916. — Т. III: Ноябрь, День 19. — С. 552.;
- память мученика Азы и с ним 150 воинов (284—305 годы)[4];
- память мученика Варлаама (около 304 года)[5];
- память преподобных Варлаама и Иоасафа, царевича Индийского, и отца его Авенира царя (IV век)[6];
- память преподобного Илариона чудотворца (875 год) (Груз.);
- память преподобного Варлаама, игумена Печерского, в Ближних пещерах (1065 год);
- воспоминание обретения мощей преподобномученика Адриана Пошехонского, Ярославского (1625 год);
- память святителя Филарета, митрополита Московского (1867 год);
- память преподобного Порфирия Кавсокаливита (Баирактариса) (1991 год);
- память священномученика Иоанна Вишневского, пресвитера (1920 год);
- память священномучеников Порфирия (Гулевича), епископа Симферопольского, Иоасафа (Удалова), епископа Чистопольского, Сергия Махаева, Михаила Дмитрева, Александра Мишутина, Иоанна Малиновского, Константина Михайловского, Александра Сереброва, Игнатия Теслина, Иоанна Пирамидина, Симеона Кривошеева, Иоанна Флоровского, Иакова Бриллиантова, Димитрия Куклина, Иакова Передерия, пресвитеров, преподобномучеников Иоасафа (Крымзина), Геннадия (Ребезы), Петра (Мамонтова), Герасима (Сухова), Михаила (Кванина), мучеников Валентина Корниенко, Петра Антонова, Леонида Салькова и Тимофея Кучерова (1937 год);
- празднование иконы Божьей Матери, именуемой «В скорбех и печалех Утешение» (1863 год).

## События

### До XIX века
- 1409 — открылся Лейпцигский университет.
- 1641 — английский парламент принял «Великую ремонстрацию» — перечень злоупотреблений короля.

### XIX век
- 1804 — Наполеон I Бонапарт провозгласил себя императором Франции.
- 1805 — поражение русских и австрийских войск в Аустерлицком сражении от армии Наполеона.
- 1823 — президент Джеймс Монро в ежегодном послании к Конгрессу США объявляет о новой доктрине внешней политики США.
- 1851 — Государственный переворот во Франции, приведший к упразднению Второй республики и последующему формированию Второй империи.
- 1852 — падение Второй республики во Франции и установление Второй империи с императором Наполеоном III во главе.
- 1857 — рескрипт Александра II на имя виленского генерал-губернатора В. И. Назимова, положивший начало Крестьянской реформе 1861 года.
- 1864 — принятие судебных уставов Российской империи, давших старт судебной реформе 1864 года и системе суда присяжных в России.
- 1878 — Вторая англо-афганская война, Сражение за перевал Пейвар-Котал.

### XX век
- 1902 — катастрофическое землетрясение магнитудой от 6,7 до 9 в городе Андижан (Узбекистан).
- 1908 — двухлетний Пу И становится императором Китая.
- 1920 — Александропольский договор между Турцией и Арменией, завершивший турецко-армянскую войну.
- 1939 — открытие международного аэропорта Ла-Гуардия в Нью-Йорке.
- 1942 — получение Энрико Ферми первой контролируемой цепной ядерной реакции.
- 1946 — соглашение об объединении оккупационных зон Германии, подписанное Великобританией и США в Нью-Йорке, положившее начало Бизонии.
- 1956 — группа революционеров во главе с Фиделем Кастро, приплывшая из Мексики на яхте «Гранма», высаживается на Кубе.
- 1968 — катастрофа Fairchild F-27 в Педро-Бэе.
- 1970 — начало работу Агентство по охране окружающей среды США
- 1971
  - Советская автоматическая межпланетная станция «Марс-3» впервые в мире совершила мягкую посадку на поверхность Марса.
  - Шесть эмиратов Абу-Даби, Аджман, Дубай, Умм-эль-Кайвайн, Фуджейра и Шарджа объединяются в федерацию Объединённые  Арабские Эмираты, седьмой эмират Рас-эль-Хайма присоединится в 1972 году.
- 1976 — Фидель Кастро стал президентом Кубы.
- 1977 — катастрофа самолёта Ту-154 близ города Эль-Байда (Ливия). Погибли 59 человек.
- 1982 — премьер-министром Испании стал Фелипе Гонсалес.
- 1990 — старт космического корабля «Союз ТМ-11» с международным экипажем (Виктор Афанасьев, Муса Манаров, Тоёхиро Акияма).
- 1991 — Канада и Польша стали первыми странами, признавшими независимость Украины от СССР.
- 1993 — в Медельине убит наркобарон Пабло Эскобар.

### XXI век
- 2007 — в России прошли выборы в Госдуму пятого созыва.
- 2010
  - Из-за сильного пожара, вспыхнувшего в лесах горы Кармель, погибли 44 человек, в основном — израильские полицейские.
  - На iPhone запущен мессенджер Viber.
  - Россия получила право на проведение чемпионата мира по футболу 2018 года, а Катар получил чемпионат мира 2022 года.
- 2011 — в Москве открылись станции метро «Борисово», «Шипиловская» и «Зябликово» на Люблинско-Дмитровской линии.

## Родились

### До XIX века
- 1578 — Агостино Агаццари (ум. 1640), итальянский композитор и педагог.
- 1629 — Вильгельм Эгон фон Фюрстенберг (ум. 1704), католический кардинал, епископ Страсбурга.
- 1728 — Фердинандо Галиани (ум. 1787), итальянский экономист.
- 1738 — Ричард Монтгомери (погиб 1775), ирландский и американский военный деятель.
- 1742 — Пётр Иноходцев (ум. 1806), русский астроном.

### XIX век
- 1825
  - Кришьянис Валдемарс (ум. 1891), латышский писатель, фольклорист и просветитель, духовный лидер младолатышей.
  - Педру II (ум. 1891), второй и последний император Бразилии (1831—1889).
- 1837 — Джозеф Белл (ум. 1911), британский хирург, профессор Эдинбургского университета, прообраз Шерлока Холмса.
- 1859 — Жорж-Пьер Сёра́ (ум. 1891), французский художник, основоположник неоимпрессионизма.
- 1866 — Маргарита Эйхенвальд (ум. не раньше 1951), российская певица (лирико-колоратурное сопрано), вокальный педагог.
- 1868 — Франсис Жамм (ум. 1938), французский поэт-символист.
- 1881 — Ираклий Церетели (ум. 1959), грузинский и российский политик, революционер, лидер меньшевиков.
- 1891 — Отто Дикс (ум. 1969), немецкий художник-экспрессионист.
- 1895 — Харриет Коэн (ум. 1967), британская пианистка и педагог.
- 1897 — Иван Баграмян (ум. 1982), дважды Герой Советского Союза, Маршал Советского Союза, член ЦК КПСС.
- 1898 — Индра Лал Рой (погиб в 1918), индийский лётчик-ас, участник Первой мировой войны.
- 1900
  - Элиса Годинес Гомес де Батиста (ум. 1993), супруга президента Кубы Фульхенсио Батисты.
  - Александр Прокофьев (ум. 1971), русский и советский поэт, журналист.

### XX век
- 1901 — Раймундо Орси (ум. 1986), аргентинский и итальянский футболист, чемпион мира (1934).
- 1906 — Питер Карл Голдмарк (погиб в 1977), венгерско-американский инженер, разработчик системы цветного телевидения, создатель долгоиграющей пластинки.
- 1908 — Николай Жуков (ум. 1973), живописец, график, плакатист, народный художник СССР.
- 1921 — Глеб Каледа (ум. 1994), советский учёный-геолог, минералог, профессор и священник Русской церкви, протоиерей.
- 1923
  - Мария Каллас (ум. 1977), американская оперная певица греческого происхождения.
  - Александр Яковлев (ум. 2005), советский и российский политик, член Политбюро ЦК КПСС, один из главных идеологов «перестройки».
- 1924 — Вильгот Шёман (ум. 2006), шведский писатель и кинорежиссёр.
- 1928 — Ги Бурден (ум. 2001), французский художник и модный фотограф.
- 1930 — Гэри Беккер (ум. 2014), американский экономист, лауреат Премии по экономике памяти Альфреда Нобеля (1992).
- 1933
  - Майк Ларраби (ум. 2003), американский бегун на короткие дистанции, двукратный олимпийский чемпион (1964).
  - Гага Ковенчук (ум. 2015), советский и российский художник и писатель.
- 1934 — Тарчизио Бертоне, итальянский кардинал, госсекретарь Святого Престола (2006—2013).
- 1935 — Нина Антонова, советская и украинская киноактриса.
- 1937 — Брайан Ламли (ум. 2024), британский, английский писатель, специализировавшийся на жанре фантастических ужасов.
- 1940 — Жозе Саншеш Озориу, португальский военный и политик, активный участник Революции гвоздик.
- 1946 — Джанни Версаче (убит в 1997), итальянский модельер и дизайнер.
- 1948 — Антонин Паненка, чехословацкий футболист, чемпион Европы (1976), автор футбольного приёма «удар в стиле Паненки».
- 1952 — Владимир Пермяков, российский актёр театра и кино, исполнитель роли Лёни Голубкова в рекламе МММ.
- 1954 — Стоун Филлипс, американский тележурналист.
- 1958 — Владимир Парфенович, советский белорусский гребец на байдарке, трёхкратный олимпийский чемпион (1980).
- 1959 — Александр Кузнецов, советский и российский актёр, сценарист и театральный педагог.
- 1968
  - Дэвид Бэтти, английский футболист.
  - Люси Лью, американская актриса (фильмы «Ангелы Чарли», «Убить Билла» и др.).
- 1970 — Максим Тарасов, советский и российский прыгун с шестом, олимпийский чемпион (1992), чемпион мира и Европы.
- 1972 — Сергей Жолток (ум. 2004), латвийский хоккеист.
- 1973
  - Моника Селеш, югославско-американская теннисистка, победительница 9 турниров Большого шлема.
  - Ян Ульрих, немецкий велогонщик, победитель «Тур де Франс» и «Вуэльты», олимпийский чемпион (2000), чемпион мира.
- 1976 — Евгений Мураев, украинский политик, народный депутат Верховной Рады Украины VII—VIII созыва.
- 1977 — Саша Путря (ум. 1989), юная художница из Полтавы, за свою короткую жизнь (11 лет) создавшая 2279 работ.
- 1978
  - Маэль Рикер, канадская сноубордистка, олимпийская чемпионка (2010), чемпионка мира.
  - Крис Уолстенхолм, английский басист, бэк-вокалист и один из композиторов британской рок-группы «Muse».
  - Нелли Фуртадо, канадская певица, автор песен, актриса, лауреат премии «Грэмми» и др. наград.
- 1981 — Бритни Спирс, американская поп-певица, танцовщица, автор песен, актриса, лауреат премии «Грэмми».
- 1983 — Аарон Роджерс, американский квотербек, чемпион Супербоула XLV, трижды самый ценный игрок НФЛ.
- 1985 — Амори Лево, французский пловец, олимпийский чемпион (2012).
- 1989 — Маттео Дармиан, итальянский футболист.
- 1990 — Эммануэль Агеманг-Баду, ганский футболист, двукратный призёр Кубка африканских наций.
- 1991 — Хлоэ Дюфур-Лапуант, канадская фристайлистка, чемпионка мира в могуле (2013).
- 1991 — Чарли Пут, американский певец, автор песен и музыкальный продюсер.
- 1998 — Juice WRLD (наст. имя Джаред Энтони Хиггинс, ум. 2019), американский рэпер.

### XXI век
- 2002 — Анастасия Губанова, российская и грузинская фигуристка, чемпионка Европы в одиночном катании (2023).
- 2004 — Илья Малинин, американский фигурист, выступающий в одиночном катании. Трёхкратный чемпион мира (2024 — 2026), победитель командного чемпионата мира (2023), чемпион мира среди юниоров (2022), многократный чемпион США (2023 — 2025).

## Скончались

### До XIX века
- 1547 — Эрнан Кортес (р. 1485), испанский конкистадор, завоеватель Мексики.
- 1552 — Франциск Ксаверий (р. 1506), испанский миссионер в Японии и Индии, католический святой.
- 1594 — Герард Меркатор (р. 1512), фламандский картограф и географ.

### XIX век
- 1814 — маркиз де Сад (Донасьен Альфонс Франсуа де Сад; р. 1740), французский аристократ, политик, писатель, основоположник садизма.
- 1824 — Фёдор Уваров (р. 1769), русский генерал, участник Отечественной войны 1812 года.
- 1845 — Симон Майр (р. 1763), немецкий композитор.
- 1859 — казнён Джон Браун (р. 1800), американский белый аболиционист (борец за отмену рабства).
- 1881 — Женни фон Вестфален (р. 1814), немецкий политик, жена Карла Маркса.

### XX век
- 1916 — Франческо Паоло Тости (р. 1846), итальянский композитор, певец, педагог.
- 1918 — Эдмон Ростан (р. 1868), французский поэт, драматург.
- 1919 — Мария Долина (наст. фамилия Саюшкина; р. 1868), русская певица (контральто).
- 1929 — Гасаналиага-хан Карадагский (р. 1848), азербайджанский педагог, поэт, историк, переводчик.
- 1937
  - Рене Думик (р. 1860), французский театрал, литературовед, критик.
  - Жозеп Комас Сола (р. 1868), испанский астроном, первооткрыватель комет и астероидов.
- 1940 — Николай Кольцов (р. 1872), русский советский биолог, основатель и директор института экспериментальной биологии.
- 1941 — Эдвард Рыдз-Смиглы (р. 1886), польский военачальник и политик, маршал Польши.
- 1944
  - Иосиф Левин (р. 1874), российско-американский пианист и педагог.
  - Филиппо Томмазо Маринетти (р. 1876), итальянский писатель, поэт, основоположник футуризма.
- 1957 — Манфред Сакель (р. 1900), австрийско-американский психиатр, разработчик метода инсулино-шоковой терапии при лечении шизофрении.
- 1962 — Николай Аносов (р. 1900), советский дирижёр, педагог, историк и теоретик дирижирования, композитор, пианист.
- 1964
  - Роже Бисьер (р. 1886), французский живописец.
  - Генрих Оганесян (р. 1918), советский кинорежиссёр, сценарист и актёр.
- 1969 — Климент Ворошилов (р. 1881), советский военачальник, партийный и государственный деятель, один из первых Маршалов Советского Союза.
- 1974 — Зинаида Ермольева (р. 1898), советский микробиолог, эпидемиолог, создательница антибиотиков, академик АМН СССР.
- 1979 — Василий Соловьёв-Седой (р. 1907), композитор, пианист, Герой Социалистического Труда, народный артист СССР.
- 1980 — Ромен Гари (при рожд. Роман Кацев; р. 1914), французский писатель, кинорежиссёр, военный, дипломат, дважды лауреат Гонкуровской премии.
- 1985 — Филип Артур Ларкин (р. 1922), английский поэт, писатель, джазовый критик.
- 1987
  - Донн Фултон Айзли (р. 1930), американский военный лётчик, астронавт НАСА.
  - Яков Зельдович (р. 1914), советский физик и физикохимик, академик АН СССР.
  - Луис Федерико Лелуар (р. 1906), аргентинский врач и биохимик, лауреат Нобелевской премии по химии (1970).
- 1990
  - Роберт Каммингс (р. 1908), американский актёр театра, кино и телевидения, режиссёр и продюсер.
  - Аарон Копленд (р. 1900), американский композитор, пианист, дирижёр и педагог.
  - покончил с собой Игорь Нефёдов (р. 1960), советский и российский актёр театра и кино.
  - Максим Цагараев (р. 1916), осетинский советский писатель, драматург и сценарист.
- 1993 — убит Пабло Эскобар (р. 1949), колумбийский наркобарон и террорист.

### XXI век
- 2002 — Борис Иванов (р. 1920), актёр театра и кино, народный артист РСФСР.
- 2004
  - Сергей Курдюмов (р. 1928), советский и российский учёный в области матмоделирования, физики плазмы, синергетики.
  - Леонид Телятников (р. 1951), советский и украинский пожарный, генерал-майор внутренней службы, лично принимавший участие в тушении пожара в 4-м энергоблоке Чернобыльской АЭС, Герой Советского Союза.
- 2006 — Маришка Вереш (р. 1948), нидерландская певица, вокалистка группы «Shocking Blue».
- 2008 — Ренато де Грандис (р. 1927), итальянский композитор, музыковед, писатель и теософ.
- 2020
  - Зафарулла Хан Джамали (р. 1944), премьер-министр Пакистана (2002—2004), спортивный функционер.
  - Валери Жискар д’Эстен (р. 1926), французский политик, президент Франции (1974—1981).
  - Борис Плотников (р. 1949), советский и российский актёр театра, кино и дубляжа, режиссёр театра, народный артист РФ.

## Приметы
Авдей Радетель.
- В старину считалось, что метель, разыгравшаяся в этот день, дорогу перенимает и в земные трещины болезни загоняет[7].